# Tadeusz Niemców
Tadeusz Niemców (ur. 10 stycznia 1897 w Stryju, zm. 11 lipca 1920 w Ślepni) – podporucznik Wojska Polskiego, kawaler Orderu Virtuti Militari.

## Życiorys
Urodził się 10 stycznia 1897 w Stryju w rodzinie Rajmunda i Józefy z Majewskich. Od 1914 żołnierz 2 pułku piechoty Legionów Polskich, z którym przeszedł cały szlak bojowy. W listopadzie 1918 został mianowany podporucznikiem w odrodzonym Wojsku Polskim. W szeregach II batalionu 2 pułku piechoty Legionów walczył na wojnie polsko–bolszewickiej. Odznaczony pośmiertnie Krzyżem Srebrnym Orderu Wojskowego Virtuti Militari za walkę pod Mińskiem Litewskim, gdzie ciężko ranny trafił do szpitala i zmarł. W młodości należał do Drużyn Bartoszowych i Związku Strzeleckiego.

## Ordery i odznaczenia
- Krzyż Srebrny Orderu Wojskowego Virtuti Militari nr 5553 – pośmiertnie, 18 września 1922[2][1]